# Kimbo Slice

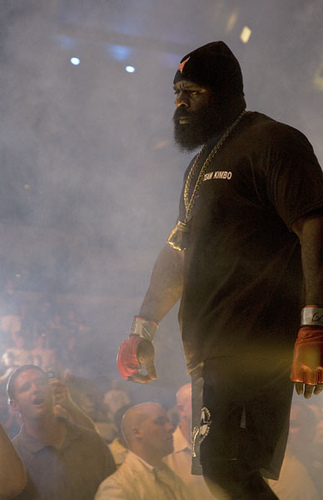
Kimbo Slice

Kevin Ferguson, född 8 februari 1974 i Nassau, Bahamas, död 6 juni 2016 i Margate, Florida, var en bahamasfödd amerikansk MMA-utövare som gick under namnet Kimbo Slice. Han blev känd när videoklipp lades ut på YouTube där Kimbo slogs. Hans framgång på nätet ledde till att tidningen Rolling Stone kallade honom för "The King of the Web Brawlers" och videoklippen gav Slice möjligheten att bland annat tävla i MMA-organisationerna EliteXC, Bellator MMA och Ultimate Fighting Championship.
Slice var inplanerad att möta James Thompson den 16 juli 2016 i Bellator 158 när han blev inlagd på sjukhus och senare avled av ett hjärtproblem. Kimbo Slice blev 42 år och hedrades i bland annat UFC för sitt bidrag till MMA-världen.